# Seuserenra
Seuserenra fue un faraón de la dinastía XVII de Egipto, que gobernó c. 1582-1570 a. C.
Este gobernante, Seuserenra, es identificado con Beb-Anj, y asignado tradicionalmente a la dinastía XVII. 
Un fragmento de estela, encontrado en 1984, cerca de una mina en Gebel Zait, junto al mar Rojo, relaciona ambos nombres. 
Se indica su nombre en el Canon Real de Turín (11.7): Seuserenra, pero es ilegible el periodo de reinado.
Seuserenra dejó indicios de actividades edificatorias en la ampliación del templo de Medamud.

## Titulatura
| Titulatura | Jeroglífico | Transliteración (transcripción) - traducción - (referencias) |

| N5 · O34 | wsr | s | n |

| N5 · O34 | wsr | s | n |

| N5 · O34 | wsr | s | n |

| N5 · O34 | wsr | s | n |

| N5 · O34 | wsr | s | n |

| N5 · O34 | wsr | s | n |

| N5 · O34 | wsr | s | n |

| N5 · O34 | wsr | s | n |

| N5 · O34 | wsr | s | n |

| N5 · O34 | wsr | s | n |

| N5 · O34 | wsr | s | n |

| N5 · O34 | wsr | s | n |

| N5 · O34 | wsr | s | n |

| N5 · O34 | wsr | s | n |

| N5 · O34 | wsr | s | n |

| N5 · O34 | wsr | s | n |

| N5 | s | wsr | s | r · D36 | Y1 · n |

| N5 | s | wsr | s | r · D36 | Y1 · n |

| N5 | s | wsr | s | r · D36 | Y1 · n |

| N5 | s | wsr | s | r · D36 | Y1 · n |

| N5 | s | wsr | s | r · D36 | Y1 · n |

| N5 | s | wsr | s | r · D36 | Y1 · n |

| N5 | s | wsr | s | r · D36 | Y1 · n |

| N5 | s | wsr | s | r · D36 | Y1 · n |

| N5 | s | wsr | s | r · D36 | Y1 · n |

| N5 | s | wsr | s | r · D36 | Y1 · n |

| N5 | s | wsr | s | r · D36 | Y1 · n |

| N5 | s | wsr | s | r · D36 | Y1 · n |

| N5 | s | wsr | s | r · D36 | Y1 · n |

| N5 | s | wsr | s | r · D36 | Y1 · n |

| N5 | s | wsr | s | r · D36 | Y1 · n |

| N5 | s | wsr | s | r · D36 | Y1 · n |

| N5 | wsr | s | n |

| N5 | wsr | s | n |

| N5 | wsr | s | n |

| N5 | wsr | s | n |

| N5 | wsr | s | n |

| N5 | wsr | s | n |

| N5 | wsr | s | n |

| N5 | wsr | s | n |

| N5 | wsr | s | n |

| N5 | wsr | s | n |

| N5 | wsr | s | n |

| N5 | wsr | s | n |

| N5 | wsr | s | n |

| N5 | wsr | s | n |

| N5 | wsr | s | n |

| N5 | wsr | s | n |

| D58 | D58 | i | S34 |

| D58 | D58 | i | S34 |

| D58 | D58 | i | S34 |

| D58 | D58 | i | S34 |

| D58 | D58 | i | S34 |

| D58 | D58 | i | S34 |

| D58 | D58 | i | S34 |

| D58 | D58 | i | S34 |

| D58 | D58 | i | S34 |

| D58 | D58 | i | S34 |

| D58 | D58 | i | S34 |

| D58 | D58 | i | S34 |

| D58 | D58 | i | S34 |

| D58 | D58 | i | S34 |

| D58 | D58 | i | S34 |

| D58 | D58 | i | S34 |